# Mação
Mação é uma vila portuguesa pertencente ao Distrito de Santarém, na antiga província da Beira Baixa, integrando a região Oeste e Vale do Tejo e a NUT3 do Médio Tejo, tendo menos de 2000 habitantes.
É sede do Município de Mação com 399,98 km² de área e 7338 habitantes (2011), subdividido em 6 freguesias. O município é limitado a nordeste pelo município de Proença-a-Nova, a leste por Vila Velha de Ródão e Nisa, a sul pelo Gavião, a sudoeste por Abrantes, a oeste pelo Sardoal e por Vila de Rei e a noroeste pela Sertã.

## História
Toda o município de Mação constitui riquíssima zona paleontológica e arqueológica. Em todas as suas freguesias se encontram fósseis, o que mereceu larga referência a Nery Delgado (Système Sillurique du Portugal; Étude de Stratigraphie Paléontologique). No campo da arqueologia, a riqueza do município é, sobretudo, da época romana como o balneário romano em Ortiga. O mais célebre de todos os achados, foi o tesouro da Idade do Bronze do Porto do Concelho em 06.03.1943, que se compunha de 42 peças (foices, lanças, machados, espadas, punhais, braceletes, etc.).[carece de fontes?]

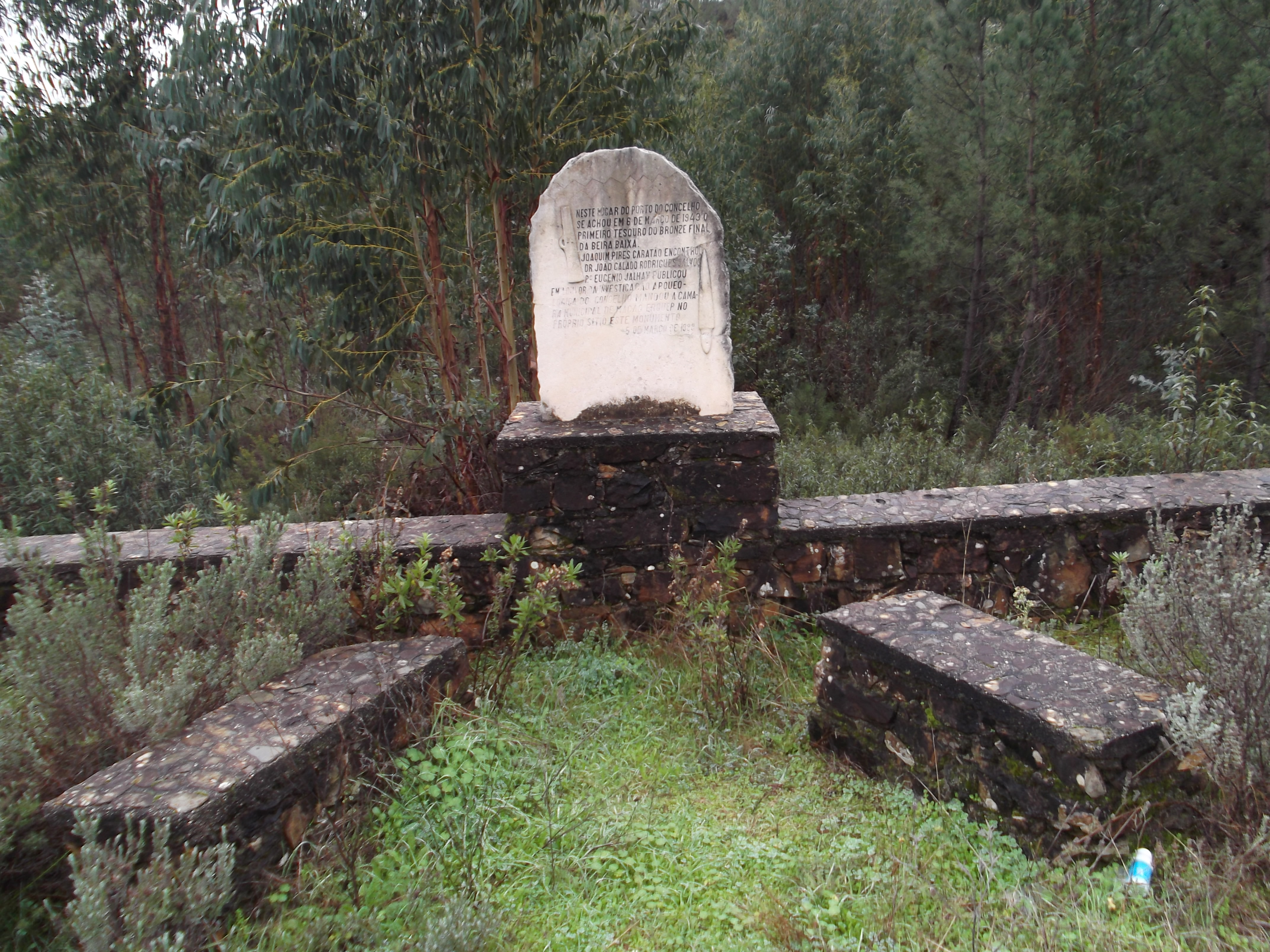
No local do "Porto do Concelho" foi erigido este monumento
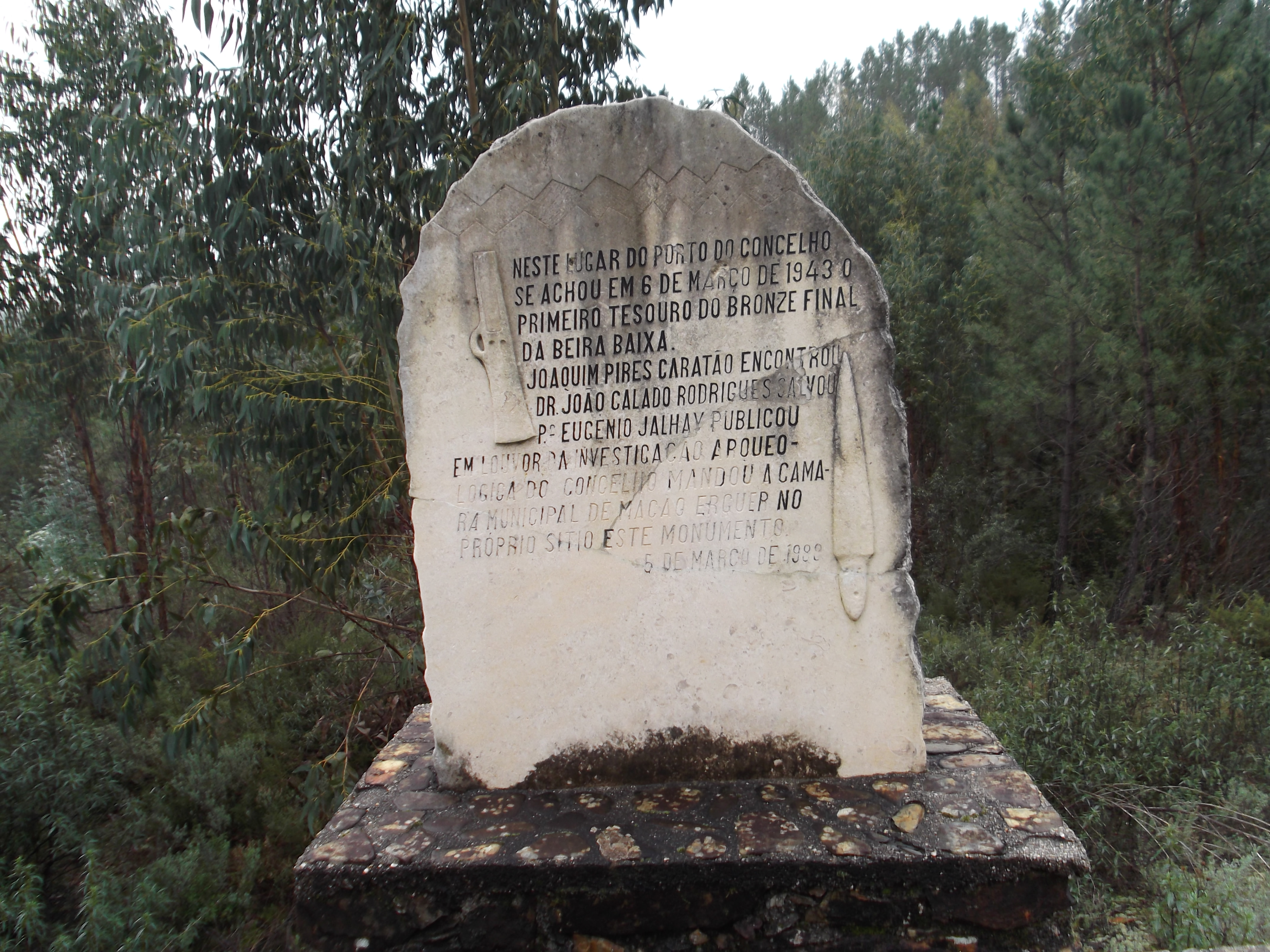
Às pessoas que ficarão para sempre ligadas ao achado pré-histórico

Notável também, o achado, em Março de 1944, em Casal da Barba Pouca (freguesia de Penhascoso), da célebre alabarda de sílex a maior da Península Ibérica. De realçar que o Sr. Boaventura Marques foi o autor deste achado durante a preparação (lavoura) do terreno para semear o milho. Posteriormente esta alabarda foi gentilmente oferecida ao Museu de Mação.
Merecem ainda referência os Castros de Amêndoa (Idade do Ferro), Castelo Velho de Caratão (Idade do Bronze), as estações de Vale do Junco e Vale do Grou (Romanas).
Recentemente, nas margens da Ribeira de Ocreza, no âmbito do acompanhamento das obras de construção da SCUT da Beira Interior, foram descobertos painéis de arte rupestre, de diferentes épocas, incluindo o primeiro achado de arte paleolítica de ar livre no sul de Portugal onde até ao momento apenas se conhecia arte parietal na gruta do Escoural. Trata-se de uma representação de equídeo (cavalo) figurado em perfil absoluto.
Mação era, nos começos da nacionalidade, um pequeno lugar que pertenceu até ao primeiro quartel do século XIV, ao termo de Belver na Ordem de Malta. O primeiro foral de independente, foi-lhe dado pela Rainha Santa Isabel.

### Toponímia
De acordo com o linguista português, José Pedro Machado, o nome «Mação» provém do étimo latino mansionem, que significa «casa; pousada; paragem», desempenhando também o papel de palavra-raiz da palavra «mansão» no português moderno. 

## Freguesias

Freguesias do município de Mação.

O município de Mação está dividido em 6 freguesias:
- Amêndoa
- Cardigos
- Carvoeiro
- Envendos
- Mação, Penhascoso e Aboboreira
- Ortiga

## Actividades económicas
As actividades económicas estão repartidas entre os três sectores tendo-se verificando na última década uma perda muito significativa de população do sector primário, para os sectores secundário e terciário. Em muitas aldeias a vida ainda se processa em torno de actividades tradicionais como a agricultura e a pecuária porém, o concelho tem visto o florescimento de algumas indústrias como a dos enchidos e transformação de carnes que têm desempenhado um papel de relevo e projecção na economia do concelho. A construção civil, a indústria de velas e artigos em cera e a indústria de serração de madeiras têm visto também algum desenvolvimento.

## Património cultural e monumentos históricos

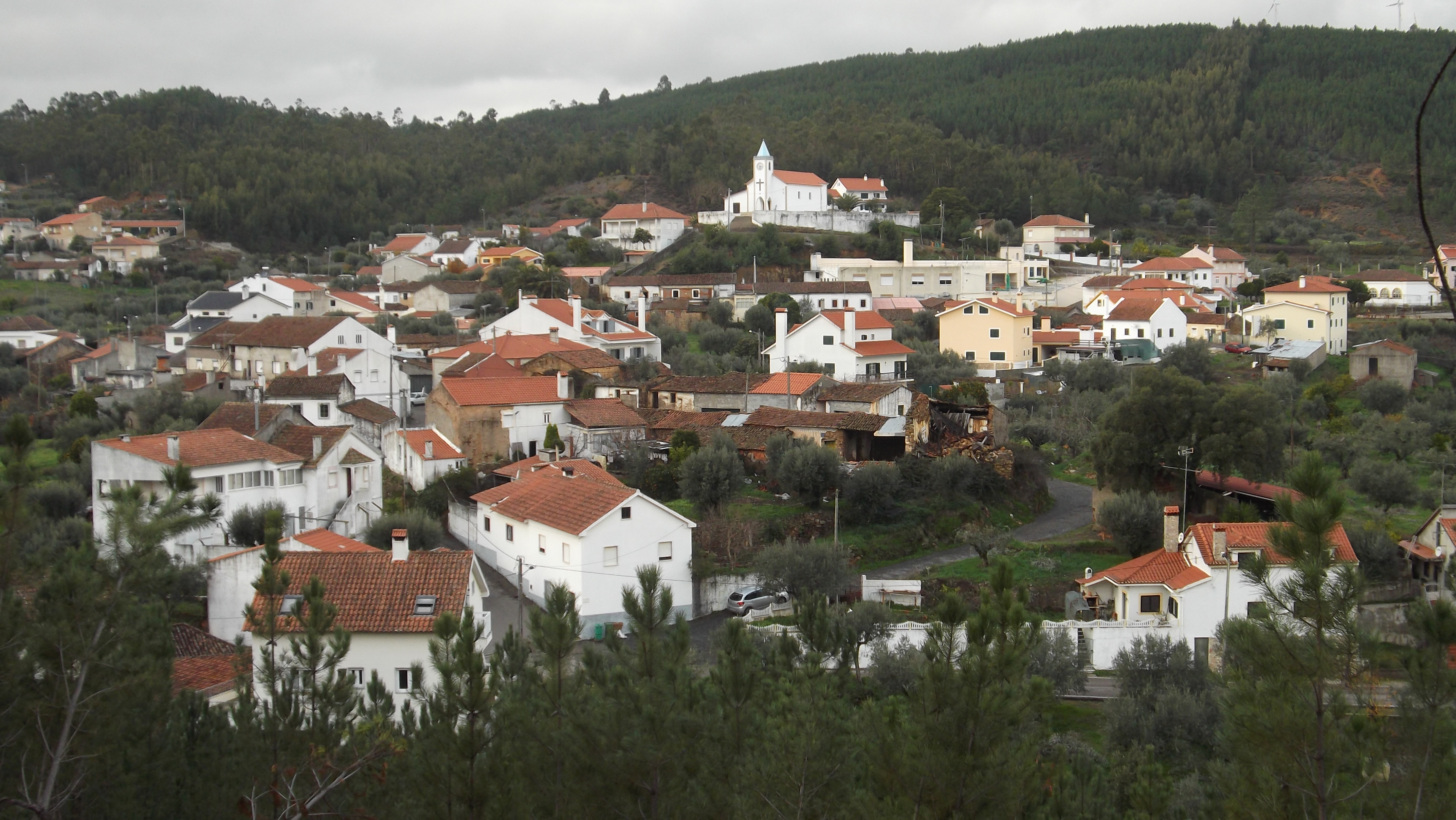
Aldeia do Pereiro - um dos exemplos das aldeias típicas do concelho de Mação.

O concelho de Mação é bastante rico em vestígios arqueológicos que se encontram espalhados um pouco por toda a região. Achados do Paleolítico foram encontrados sobretudo junto à Ribeira das Boas Eiras, mas recentemente foram descobertas algumas gravuras rupestres junto à Ribeira da Ocreza, entre elas a representação de um equídeo (cavalo), o primeiro achado de arte paleolítica ao ar livre no sul de Portugal, que segundo os especialistas terá mais de 20 000 anos.
Das inúmeras antas existentes no concelho, apenas uma se encontra de pé, a Anta da Foz do Rio Frio, na freguesia da Ortiga. Dois castros no concelho merecem uma visita: o Castelo Velho do Caratão, da Idade do Bronze, situado numa serra entre as ribeiras de Eiras, do Aziral e do Caratão, próximo da aldeia que lhe dá o nome, e o Castro de São Miguel, da Idade do Ferro, situado na Serra de S. Miguel na Amêndoa, ambos monumentos classificados.

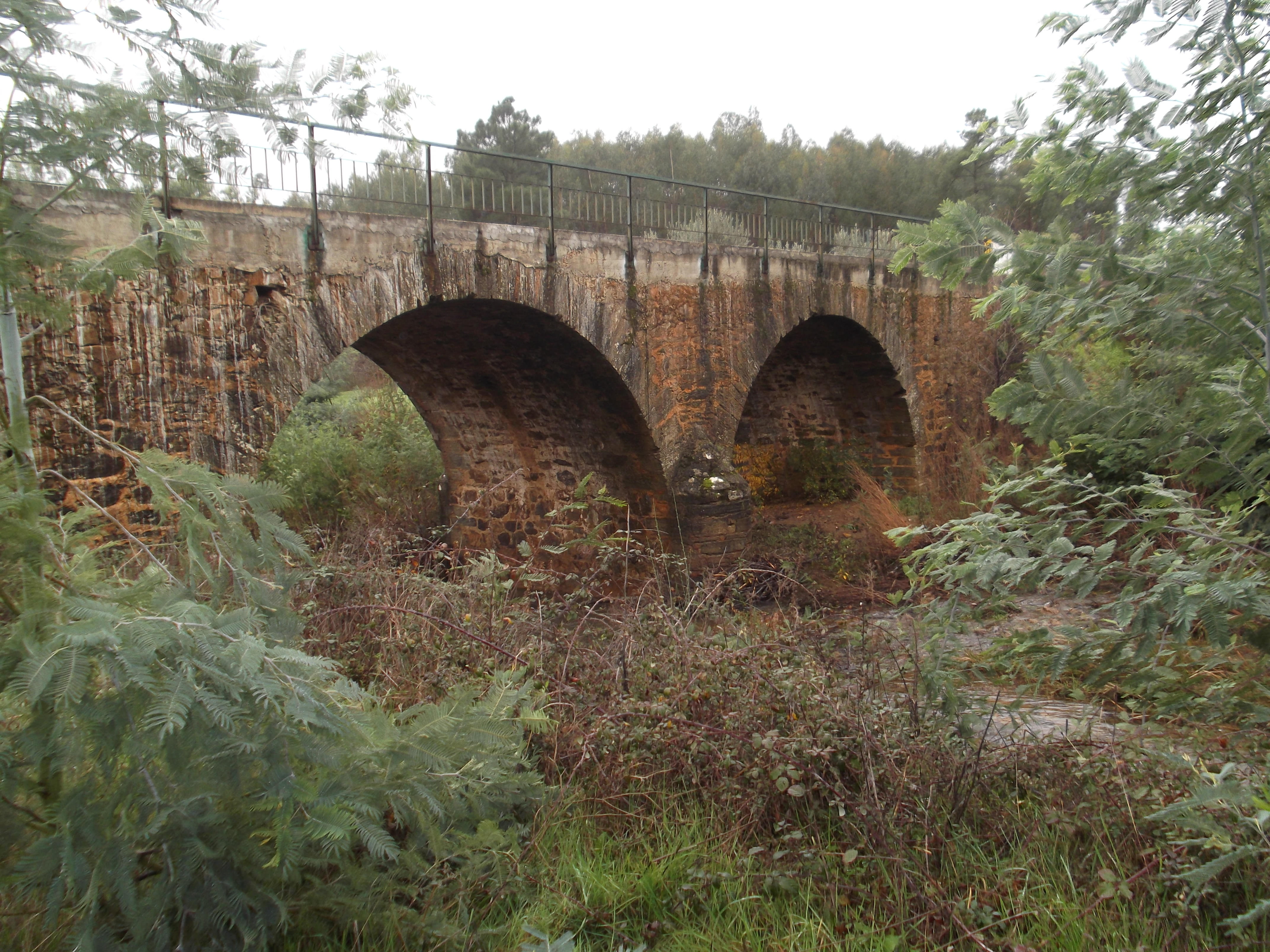
Ponte Romana sobre a Ribeira do Castelo, na E. M. 548 (entre as aldeias do Pereiro e do Castelo).

Do período romano podem ser visitadas as várias pontes que se espalham um pouco por todo o Concelho, entre elas a Ponte da Ladeira (Envendos), a maior, com seis arcos de volta perfeita e proporções diferentes, a Ponte da Isna, apenas com três arcos, a Ponte Romana sobre a Ribeira do Castelo, na E. M. 548 entre as aldeias do Pereiro e do Castelo e o Balneário Romano do Vale do Junco (Ortiga), também estes monumentos classificados.
- Museu de Arte Pré-histórica e do Sagrado do Vale do Tejo

A idealização do Museu surgiu em 1943, abrindo ao público em 1986, contemplando a colecção de João Calado Rodrigues. A partir de 2000, com a descoberta de uma gravura rupestre paleolítica com mais de 20 000 anos na margem do Rio Ocreza, passou a contar com a especialização em arte rupestre.

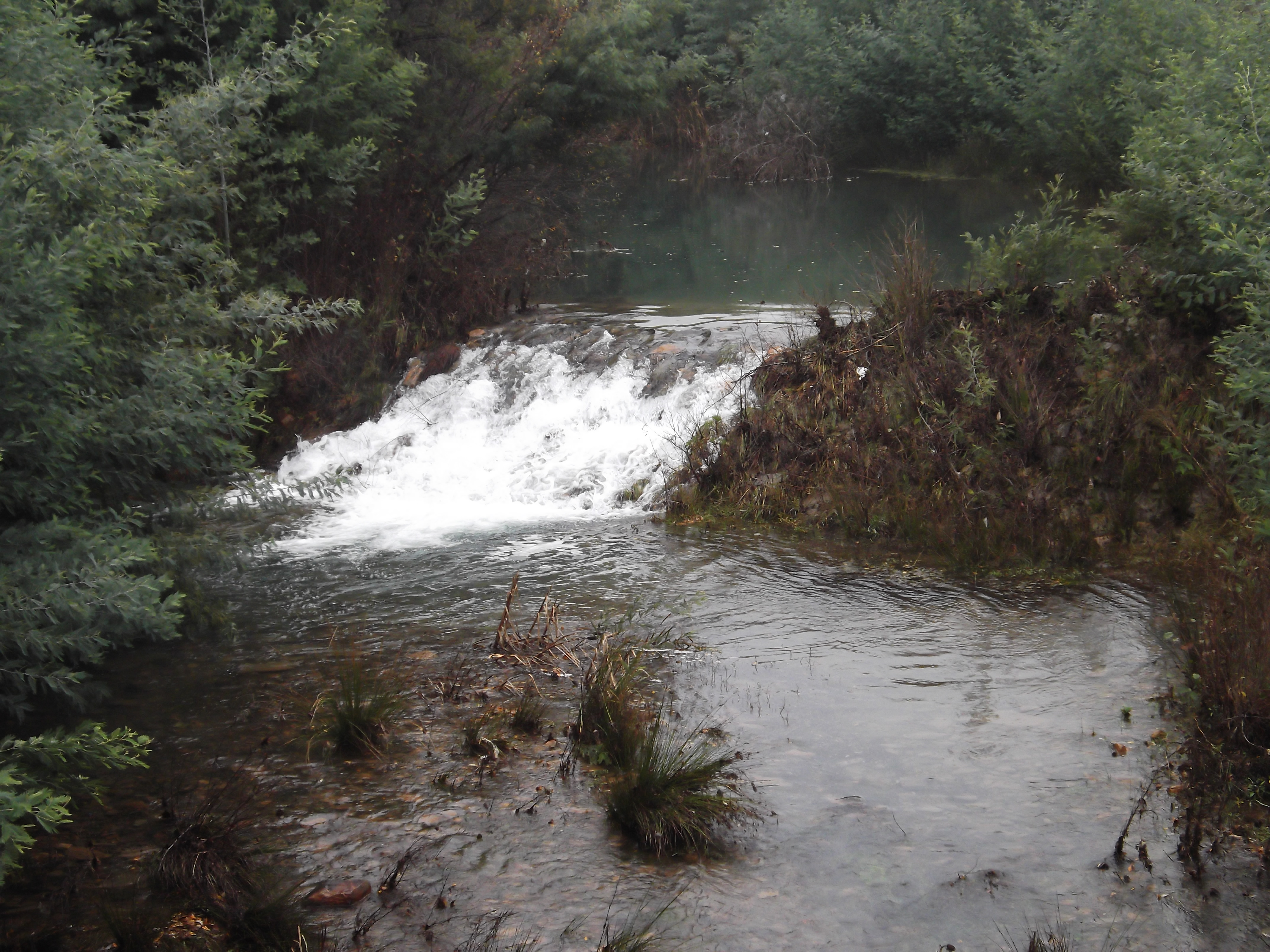
Açude da Ribeira do Castelo, junto à Ponte Romana na E. M. 548.

## Equipamentos sociais
- Auditório do Centro Cultural Elvino Pereira
- Biblioteca Municipal de Mação
- Parque de Campismo de Ortiga
- Museu de Arte Pré-Histórica e do Sagrado no Vale do Tejo
- Igrejas: Igreja Matriz, Capela de S. Sebastião, Capela do Calvário, Igreja da Misericórdia, Igreja de S. Bento
- Piscinas Municipais
- Escola Fixa de Trânsito
- Cine Teatro Municipal
- Pavilhão Municipal Prof. José Maia Marques
- Campo Municipal Agostinho Pereira Carreira

## Evolução da população do município
★ Os Recenseamentos Gerais da população portuguesa, regendo-se pelas orientações do Congresso Internacional de Estatística de Bruxelas de 1853, tiveram lugar a partir de 1864, encontrando-se disponíveis para consulta no site do Instituto Nacional de Estatística (INE). 

| Número de habitantes | Número de habitantes | Número de habitantes | Número de habitantes | Número de habitantes | Número de habitantes | Número de habitantes | Número de habitantes | Número de habitantes | Número de habitantes | Número de habitantes | Número de habitantes | Número de habitantes | Número de habitantes | Número de habitantes | Número de habitantes |
| -------------------- | -------------------- | -------------------- | -------------------- | -------------------- | -------------------- | -------------------- | -------------------- | -------------------- | -------------------- | -------------------- | -------------------- | -------------------- | -------------------- | -------------------- | -------------------- |
| 1864                 | 1878                 | 1890                 | 1900                 | 1911                 | 1920                 | 1930                 | 1940                 | 1950                 | 1960                 | 1970                 | 1981                 | 1991                 | 2001                 | 2011                 | 2021                 |
| 11746                | 12172                | 13691                | 15525                | 17132                | 17392                | 18806                | 20659                | 21814                | 19045                | 14920                | 12234                | 10060                | 8442                 | 7338                 | 6402                 |

(Obs.: Número de habitantes "residentes", ou seja, que tinham a residência oficial neste município à data em que os censos  se realizaram.)	
| Número de habitantes por grupo etário | Número de habitantes por grupo etário | Número de habitantes por grupo etário | Número de habitantes por grupo etário | Número de habitantes por grupo etário | Número de habitantes por grupo etário | Número de habitantes por grupo etário | Número de habitantes por grupo etário | Número de habitantes por grupo etário | Número de habitantes por grupo etário | Número de habitantes por grupo etário | Número de habitantes por grupo etário | Número de habitantes por grupo etário | Número de habitantes por grupo etário |
| ------------------------------------- | ------------------------------------- | ------------------------------------- | ------------------------------------- | ------------------------------------- | ------------------------------------- | ------------------------------------- | ------------------------------------- | ------------------------------------- | ------------------------------------- | ------------------------------------- | ------------------------------------- | ------------------------------------- | ------------------------------------- |
|                                       | 1900                                  | 1911                                  | 1920                                  | 1930                                  | 1940                                  | 1950                                  | 1960                                  | 1970                                  | 1981                                  | 1991                                  | 2001                                  | 2011                                  | 2021                                  |
| 0-14 Anos                             | 5346                                  | 5567                                  | 5601                                  | 6135                                  | 6561                                  | 5883                                  | 4673                                  | 3280                                  | 1957                                  | 1228                                  | 874                                   | 666                                   | 491                                   |
| 15-24 Anos                            | 2285                                  | 2647                                  | 2696                                  | 3276                                  | 3252                                  | 3802                                  | 2952                                  | 2290                                  | 1794                                  | 1160                                  | 821                                   | 588                                   | 467                                   |
| 25-64 Anos                            | 6089                                  | 6617                                  | 7167                                  | 7770                                  | 8473                                  | 9380                                  | 8869                                  | 6980                                  | 5484                                  | 4548                                  | 3565                                  | 3203                                  | 2750                                  |
| = ou > 65 Anos                        | 996                                   | 1186                                  | 1328                                  | 1598                                  | 1718                                  | 2087                                  | 2551                                  | 2640                                  | 2999                                  | 3124                                  | 3182                                  | 2881                                  | 2694                                  |

(Obs: De 1900 a 1950 os dados referem-se à população "de facto", ou seja, que estava presente no município à data em que os censos se realizaram. Daí que se registem algumas diferenças relativamente à designada população residente)

## Artesanato
As actividades artesanais no concelho de Mação continuam a ser perpetuadas pelas mãos de hábeis artesãos. Assim, um pouco por toda esta região podemos encontrar trabalhos em olaria como em latoaria (Mação), as albarda e correias do albardeiro (Mação), os trabalhos em esparto (stipa tenacissima) e arame, as rendas e bordados (Mação), a tecelagem em fios de algodão, lã e linho (Cardigos e Envendos), as mantas tecidas em teares manuais (Ortiga), os brinquedos de madeira (Aboboreira) e a manufactura de barcos e redes de pesca (Ortiga).

## Gastronomia
A gastronomia do concelho é bastante variada. De entre os diversos e apreciados pratos tradicionais, salienta-se os enchidos e o presunto fazendo as delícias dos apreciadores mais exigentes. De notar que o concelho de Mação produz cerca de 70% do presunto nacional.
Como entradas, nada melhor que provar as azeitonas, o presunto, enchidos frios e o queijo de cabra e de ovelha, todos produtos locais de grande qualidade. Os pratos de carne incluem o cabrito assado em forno a lenha à moda de Mação, o feijão de matança e o bucho recheado. Contemplando a estreita relação com o rio temos o arroz de lampreia, o sável na telha, o achigã grelhado, a sopa à pescador e o ensopado de saboga e o ensopado de enguia , que se podem encontrar em restaurantes da especialidade na zona da barragem de Ortiga. Como acompanhamentos nada melhor que migas e um bom vinho. No que respeita à doçaria não devem ser esquecidas as tigeladas de Cardigos, o mel, o bolo dos santos, o bolo finto e as fofas de Mação (cavaca) e os torrados.

## Feiras e festividades
Durante todo o ano ocorrem em Mação várias festas e feiras. As principais feiras no concelho são a Feira dos Ramos, que ocorre sempre no Domingo de Ramos, a Feira dos Santos, uma feira bicentenária e com muita tradição, sempre a 1 ou 2 de Novembro e a Feira de Artesanato e Gastronomia, no 1.º e 2.º fim-de-semana de Julho.
Durante todo o Verão decorrem dezenas de festas organizadas pelas associações e colectividades de cada vila ou aldeias, as quais são sempre animadas pelos conjuntos de baile e pelos comes e bebes. A Festa de Santa Maria é a maior e mais importante e ocorre, na sede, sempre no 1.º fim-de-semana de Setembro em Mação.
No fim de semana do último domingo de Agosto de cada ano, na aldeia do Pereiro, a cerca de 4 km da sede do concelho, têm lugar as tradicionais festas de verão em honra da padroeira, a Senhora da Saúde.
Na semana anterior ao último domingo de Agosto, a população da aldeia enfeita as suas ruas com milhares e milhares de flores de plástico,  feitas ao longo de todo o ano.

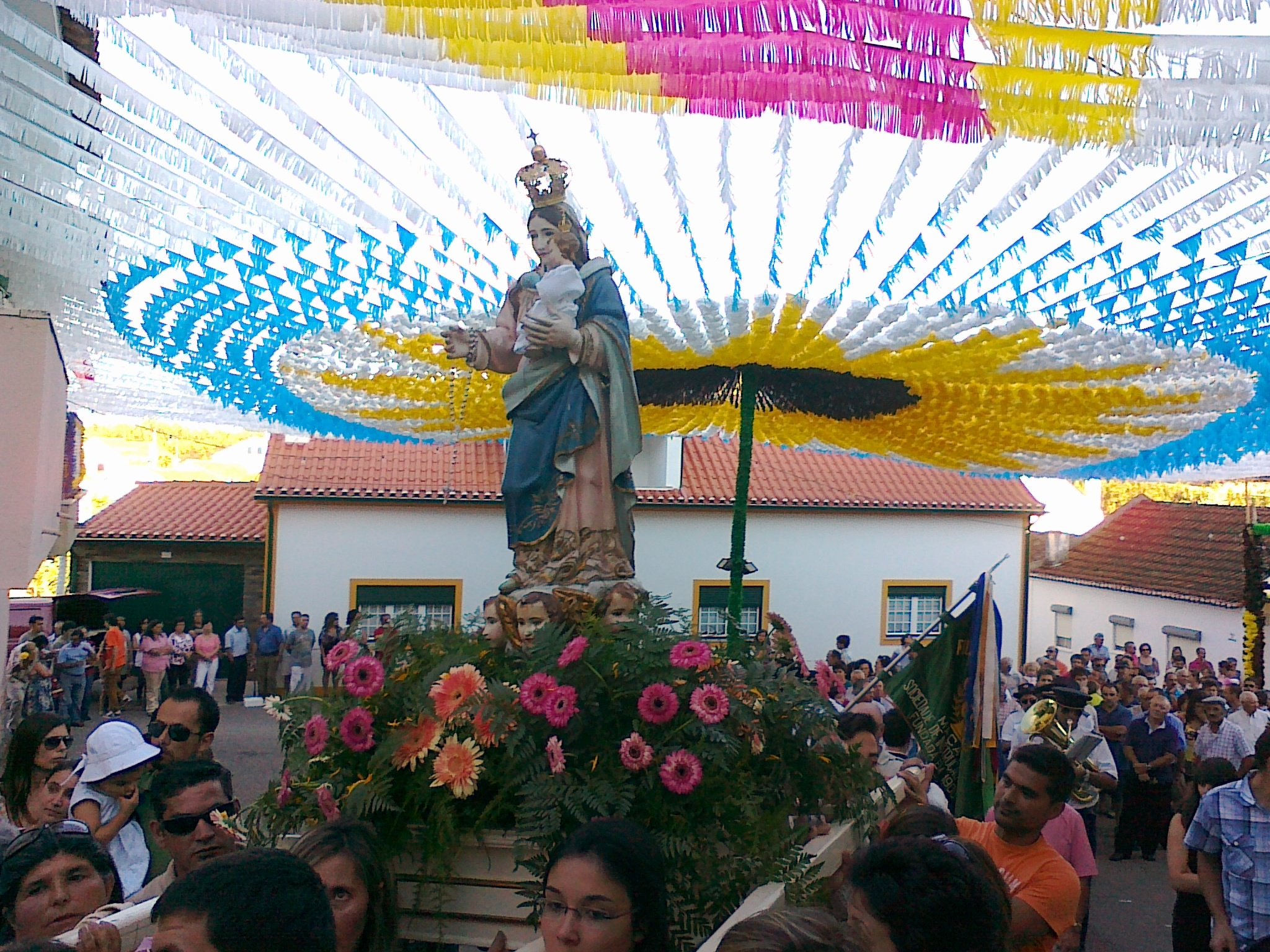
Largo do Arraial
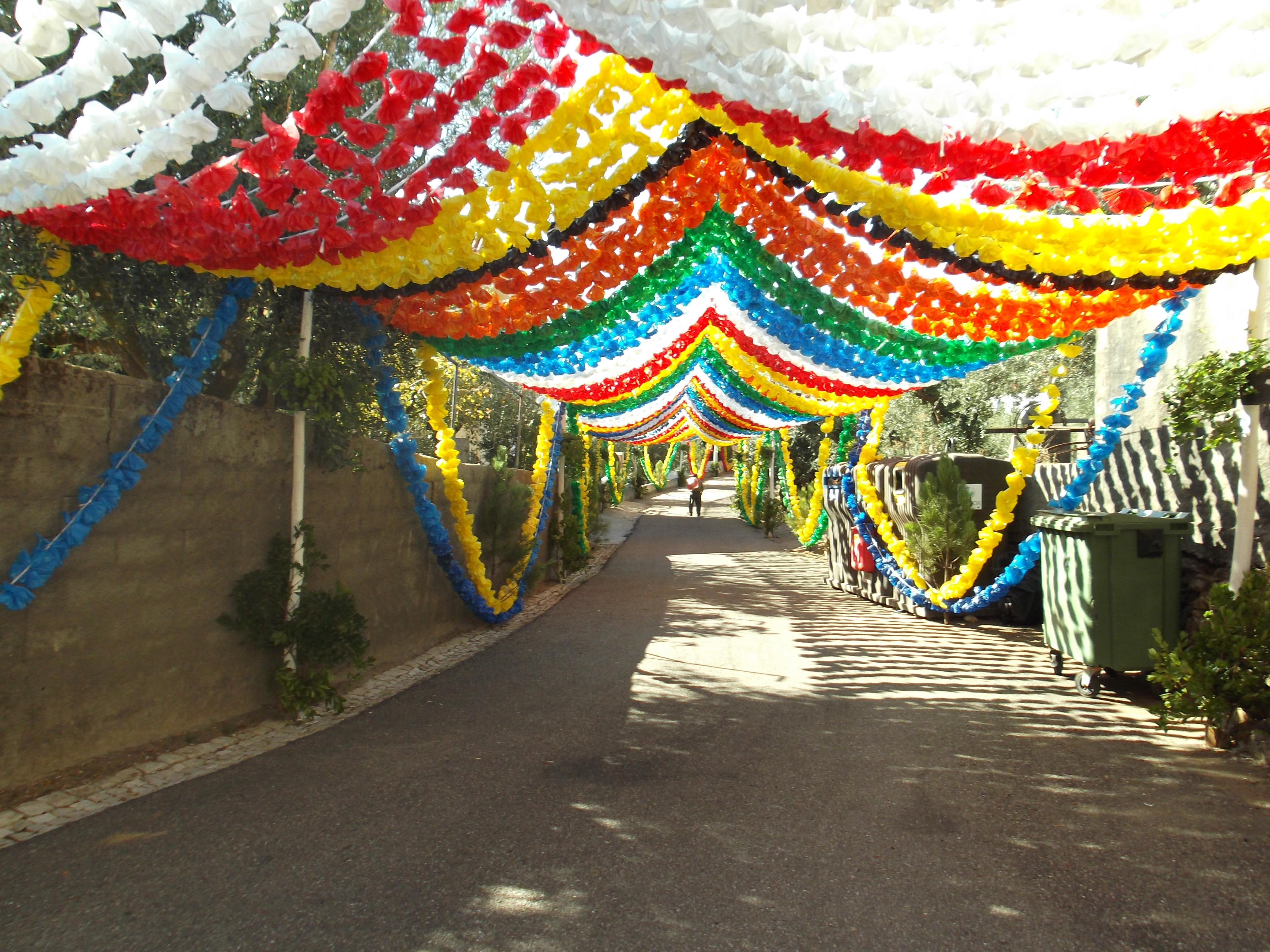
Rua da Tapada Nova
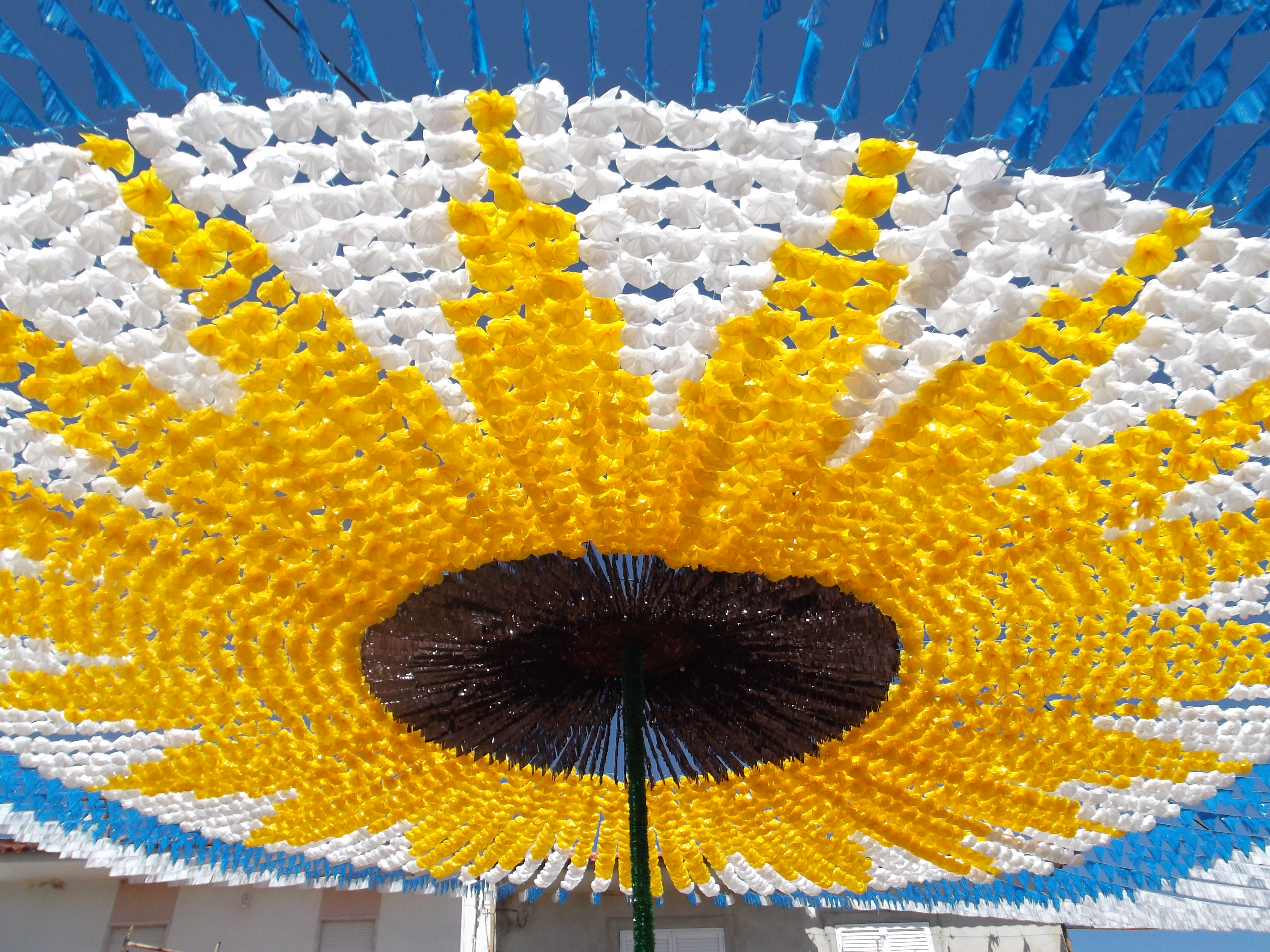
Largo do Arraial
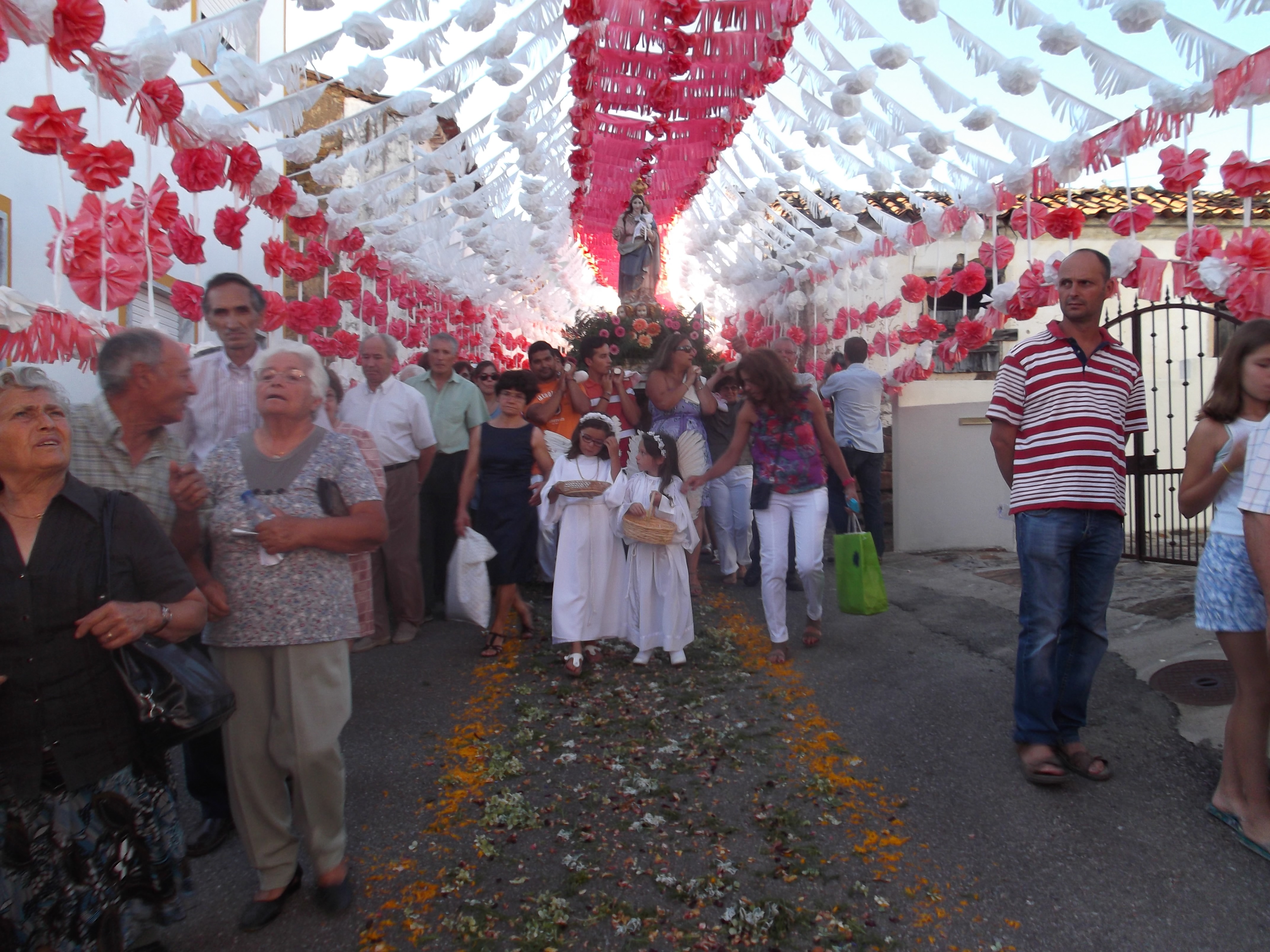
Rua da Senhora da Saúde
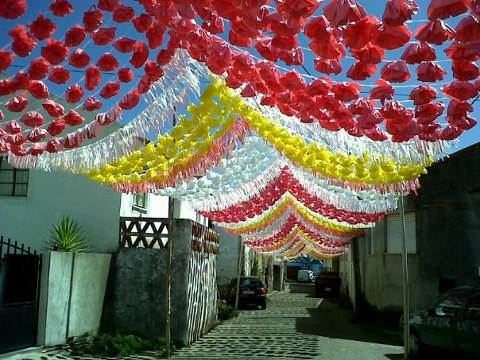
Rua Principal
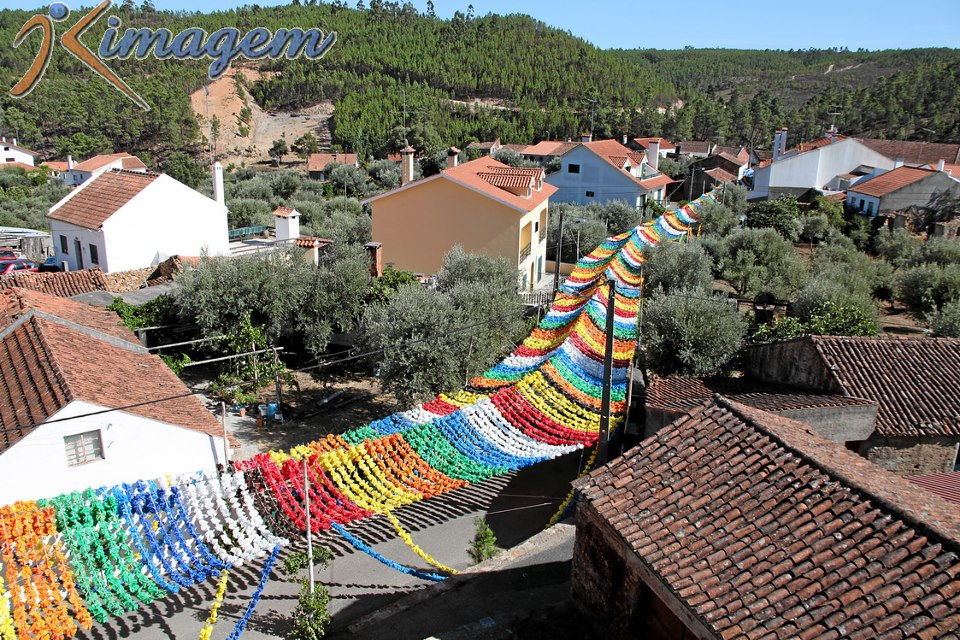
Rua da Tapada Nova (vista por cima)
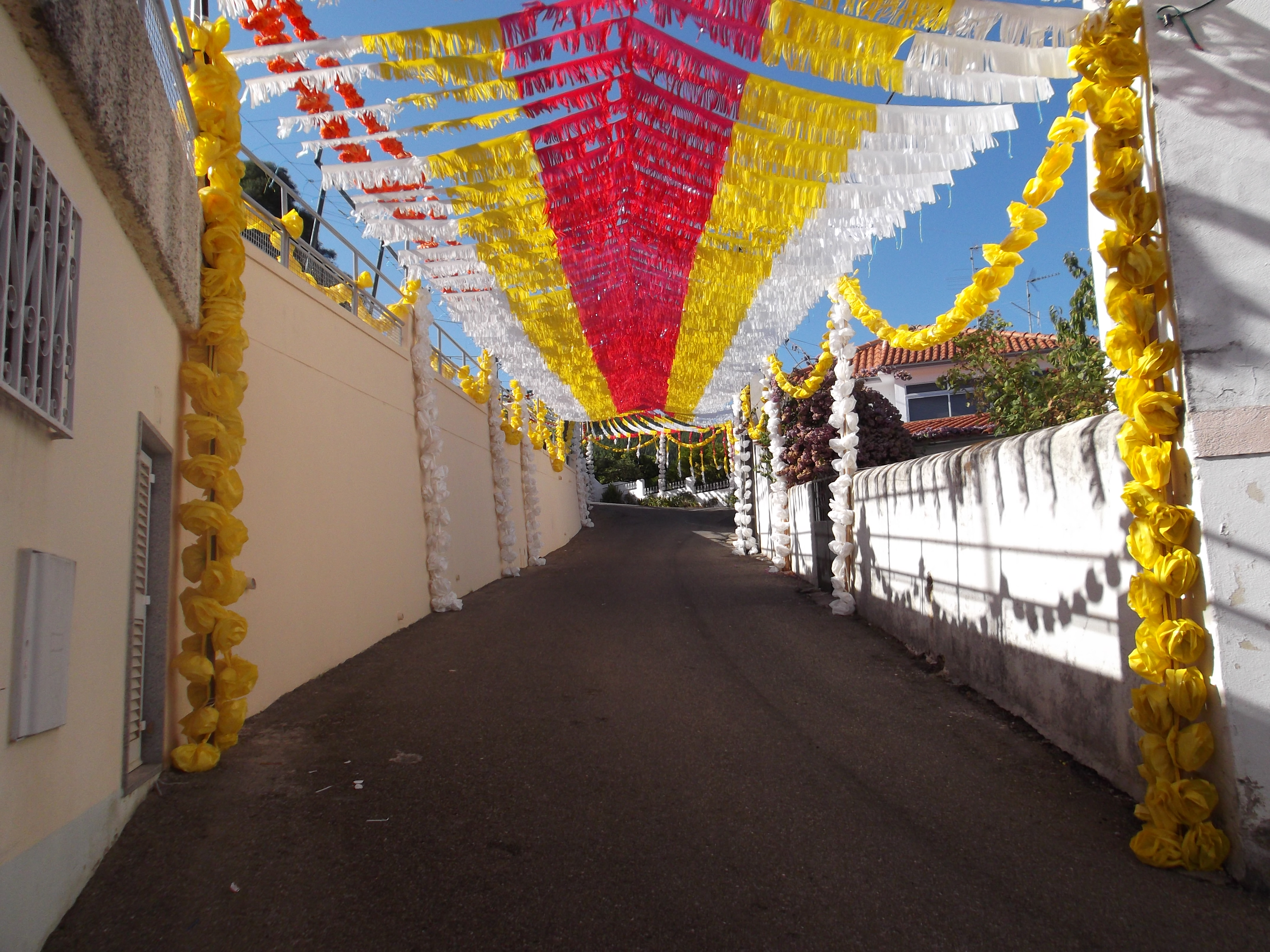
Rua de Santo António
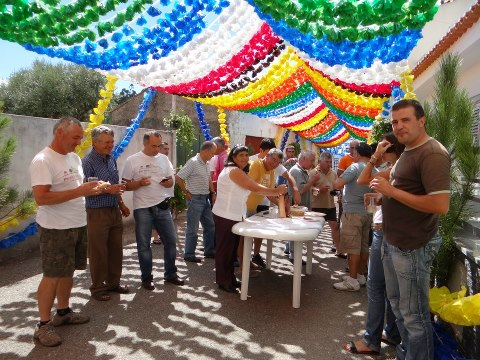
Rua da Tapada Nova

A festa religiosa que acolhe um maior número de fieis é a do Senhor dos Passos, em meados de Quaresma, em Mação.

## Personalidades do concelho de Mação
De entre as figuras ilustres do concelho de Mação destacam-se alguns nomes, entre eles contam-se:
O Padre António Pereira de Figueiredo (1725-1797), sacerdote oratoriano e grande pedagogo que se dedicou ao estudo de Filosofia, Teologia, História e Latim. Foi um colaborador próximo do Marquês de Pombal e levou a cabo algumas acções diplomáticas na Europa. Traduziu a Bíblia e escreveu dezenas de obras que percorreram as mais diversificadas áreas do conhecimento.
O Professor Doutor António Lino Netto (1873-1961) foi eminente advogado, Professor e Reitor do Instituto Superior de Economia, Vice-Reitor da Universidade Técnica de Lisboa, Presidente do Centro Católico Português e Presidente da Assembleia Nacional no tempo de Sidónio Pais.
Foi o grande opositor das ideias de Afonso Costa e grande defensor da Igreja durante a I República.
Foi agraciado com a Grã-Cruz de São Gregório Magno, a mais alta condecoração civil da Santa Sé, pelos altos serviços prestados à Igreja. As respectivas insígnias foram-lhe oferecidas pelo Sr. Cardeal Patriarca D. António Mendes Bello, em nome de todos os Bispos de Portugal.
Foi erigido em Mação um busto em sua honra, em que se pode ler:
"Ao humanista, ao legista, ao pedagogo - HOMENAGEM"
A vida e obra de Francisco Serrano (1862-1941) marcou também a história do concelho e dele ficaram memórias da sua vida de etnógrafo, músico, escritor e jornalista. Foi a primeira pessoa a sistematizar a recolha de elementos históricos, etnográficos e sociais sobre o concelho de Mação. Foi ainda dinamizador, músico, regente e compositor da Sociedade Filarmónica União Maçaense. Como resultado de muitos anos de vida dedicada ao concelho ficaram algumas obras, entre elas, "Romances e Canções Populares da Minha Terra", "Elementos Históricos e Etnográficos de Mação" e "Viagem à Roda de Mação", de Francisco Serrano, recentemente editadas pela Câmara Municipal de Mação.

## Política

### Eleições autárquicas[12]
| Data | %       | V       | %     | V     | %            | V            | %              | V  | %              | V      | %              | V  | Participação |                |
| Data | PPD/PSD | PPD/PSD | PS    | PS    | FEPU/APU/CDU | FEPU/APU/CDU | AD             | AD | CDS-PP         | CDS-PP | CH             | CH | Participação |                |
| ---- | ------- | ------- | ----- | ----- | ------------ | ------------ | -------------- | -- | -------------- | ------ | -------------- | -- | ------------ | -------------- |
| Data | 1976    | 52,11   | 4     | 37,84 | 3            | 4,10         | -              |    |                |        |                |    |              | 62,21 / 100,00 |
| 1979 | AD      | AD      | 30,05 | 2     | 5,57         | -            | 60,54          | 5  | AD             | AD     | 70,47 / 100,00 |    |              |                |
| 1982 | AD      | AD      | 23,81 | 2     | 5,75         | -            | 64,74          | 5  | AD             | AD     | 65,43 / 100,00 |    |              |                |
| 1985 | 71,09   | 6       | 18,21 | 1     | 5,50         | -            |                |    |                |        | 65,59 / 100,00 |    |              |                |
| 1989 | 52,41   | 3       | 14,15 | 1     | 4,67         | -            | 23,43          | 1  | 68,01 / 100,00 |        |                |    |              |                |
| 1993 | 51,21   | 3       | 28,83 | 2     | 3,00         | -            | 12,26          | -  | 70,78 / 100,00 |        |                |    |              |                |
| 1997 | 47,91   | 3       | 43,76 | 2     | 3,45         | -            |                |    | 71,57 / 100,00 |        |                |    |              |                |
| 2001 | 52,85   | 3       | 35,18 | 2     | 2,86         | -            | 4,59           | -  | 74,47 / 100,00 |        |                |    |              |                |
| 2005 | 54,61   | 3       | 39,02 | 2     | 2,37         | -            |                |    | 76,38 / 100,00 |        |                |    |              |                |
| 2009 | 52,09   | 3       | 42,58 | 2     | 2,07         | -            | 76,67 / 100,00 |    |                |        |                |    |              |                |
| 2013 | 52,75   | 3       | 35,70 | 2     | 3,65         | -            | 2,20           | -  | 72,73 / 100,00 |        |                |    |              |                |
| 2017 | 65,49   | 4       | 23,62 | 1     | 2,34         | -            | 3,53           | -  | 72,87 / 100,00 |        |                |    |              |                |
| 2021 | 63,33   | 4       | 26,08 | 1     | 2,61         | -            | 1,36           | -  | 2,44           | -      | 71,26 / 100,00 |    |              |                |

### Eleições legislativas
| Data | %     | %     | %     | %     | %     | %     | %        | %     | %    | %     | %    | %   | %       | % | %  | %  |  |
| Data | PS    | PSD   | CDS   | PCP   | UDP   | AD    | APU/ CDU | FRS   | PRD  | PSN   | BE   | PAN | PSD CDS | L | CH | IL |  |
| ---- | ----- | ----- | ----- | ----- | ----- | ----- | -------- | ----- | ---- | ----- | ---- | --- | ------- | - | -- | -- |  |
| Data | 1976  | 29,66 | 28,11 | 23,42 | 3,82  | 2,28  |          |       |      |       |      |     |         |   |    |    |  |
| 1979 | 22,86 | AD    | AD    | APU   | 1,52  | 58,60 | 8,03     |       |      |       |      |     |         |   |    |    |  |
| 1980 | FRS   | AD    | AD    | APU   | 0,84  | 60,15 | 5,79     | 24,58 |      |       |      |     |         |   |    |    |  |
| 1983 | 31,30 | 44,94 | 9,21  | APU   | 0,96  |       | 6,50     |       |      |       |      |     |         |   |    |    |  |
| 1985 | 18,17 | 42,72 | 11,33 | APU   | 1,10  | 4,94  | 15,66    |       |      |       |      |     |         |   |    |    |  |
| 1987 | 18,37 | 62,96 | 4,64  | CDU   | 1,04  | 3,24  | 2,97     |       |      |       |      |     |         |   |    |    |  |
| 1991 | 22,30 | 59,56 | 5,58  | CDU   |       | 2,93  | 0,84     | 2,87  |      |       |      |     |         |   |    |    |  |
| 1995 | 38,48 | 42,94 | 10,19 | CDU   | 0,54  | 2,98  |          | 0,54  |      |       |      |     |         |   |    |    |  |
| 1999 | 43,14 | 41,57 | 7,15  | CDU   |       | 3,37  | 0,54     | 0,87  |      |       |      |     |         |   |    |    |  |
| 2002 | 35,59 | 48,12 | 7,56  | CDU   | 3,17  |       | 1,27     |       |      |       |      |     |         |   |    |    |  |
| 2005 | 43,51 | 36,13 | 7,69  | CDU   | 3,24  | 3,73  |          |       |      |       |      |     |         |   |    |    |  |
| 2009 | 35,94 | 37,96 | 8,23  | CDU   | 3,55  | 7,72  |          |       |      |       |      |     |         |   |    |    |  |
| 2011 | 28,22 | 46,90 | 9,47  | CDU   | 3,33  | 4,14  | 0,71     |       |      |       |      |     |         |   |    |    |  |
| 2015 | 34,70 | CDS   | PSD   | CDU   | 4,35  | 7,69  | 0,91     | 43,25 | 0,51 |       |      |     |         |   |    |    |  |
| 2019 | 36,54 | 38,06 | 3,65  | CDU   | 3,08  | 7,53  | 1,49     |       | 0,47 | 1,12  | 0,25 |     |         |   |    |    |  |
| 2022 | 40,18 | 34,78 | 1,76  | CDU   | 3,24  | 3,97  | 0,67     | 0,78  | 8,86 | 1,81  |      |     |         |   |    |    |  |
| 2024 | 29,67 | AD    | AD    | CDU   | 32,86 | 2,56  | 3,82     | 1,33  | 1,76 | 18,57 | 2,71 |     |         |   |    |    |  |